# Roland Møller
Roland Møller (pronunciación en danés: /ˈʁoˀˌlænˀ ˈmøˀlɐ/; 28 de mayo de 1972) es un actor de nacionalidad danesa. Ganó el Premio Bodil por mejor actor principal por la película Land of Mine (2015), y el premio a mejor actor de reparto por la película Nordvest en el año 2013. Sus películas más conocidas son A Hijacking, Darkland, Atomic Blonde, Papillon, y Skyscraper.

## Biografía
Møller creció en un ambiente criminal en Odense, Dinamarca. Tuvo diez condenas por agresión y llegó a cumplir una condena de un total de cuatro años y medio antes de ser puesto en libertad condicional con la condición de que abandonara Odense en 2002. Posteriormente trabajó en Den Rytmiske Højskole, una escuela de música de folcklor, y entonces se mudó a Copenhague, donde comenzó a trabajar con el rapero Jokeren como compositor.

## Carrera
Møller hizo su debut en la película del 2010 R. 

## Filmografía
| Año  | Título                 | Rol                         | Notas |
| ---- | ---------------------- | --------------------------- | --- |
| 2010 | R                      | Mureren                     | |
| 2012 | A Hijacking            | Jan Sørensen                | |
| 2013 | Nordvest               | Bjørn                       | [ Premio Bodil como mejor actor de reparto Nominado- Zulu Award for Best Actor |
| 2013 | A Second Chance        | Man at Club                 | |
| 2015 | The Shamer's Daughter  | Hannes                      | |
| 2015 | Land of Mine           | Sgt. Carl Leopold Rasmussen | Premio Bodil como mejor actor principal Tokyo International Film Award for Best Actor Nominado- Robert Award for Best Actor in a Leading Role Nominated- Zulu Award for Best Actor |
| 2016 | Undercover             | Mick                        | |
| 2017 | Darkland               | Claus                       | |
| 2017 | Atomic Blonde          | Aleksander Bremovych        | |
| 2017 | Papillon               | Celier                      | |
| 2018 | The Commuter           | Jackson                     | |
| 2018 | Skyscraper (película)  | Kores Botha                 | |
| 2018 | A Bluebird in My Heart | Danny                       | |
| 2019 | The Glass Room         | Stahl                       | |
| 2019 | The Last Vermeer       | Dekker                      | |
| 2019 | Valhalla               | Thor                        | |
| 2019 | Medieval               | Tokar                       | Post producción |
| 2020 | Sløborn                | Magnus Fisker               | Los primeros 4 episodios fueron lanzado en ZDF en julio del 2020 |
| 2021 | Blood Red Sky          | Karl                        | |
| 2021 | The North Water        | Otto                        | Miniserie de drama de TV |
| 2022 | Citadel                | Laszlo Milla                | Actualmente en producción |